# 黒葛原俊宗
黒葛原 俊宗（つづらばら としむね ）は、江戸時代前期の薩摩藩士。島津氏庶流である伊集院氏の分流黒葛原氏の嫡家当主。
諱は初め忠澄、正徳3年（1713年）の本家である伊集院嫡家の伊集院蔵人久矩の令達により俊宗と改名。のち入道して可水と号す。

## 略伝
万治2年（1659年）、勘定奉行に就任。また、同年作成の「鹿府万治高帳」に『高393石4斗　黒葛原周右衛門』とある。船奉行、納戸奉行、奏者番を勤め、平松郷、踊郷、馬越郷などの地頭を兼任する。寛文8年（1668年）8月19日、父の黒葛原周右衛門忠清死去。宝永4年（1707年）、隠居。
示現流高弟の薬丸兼陳の娘と結婚し、4男2女を儲ける。後に義兄弟薬丸兼福に子がなかったので、次男忠長を養子に出すが、天和2年（1682年）7月3日に長男の周八忠朝が夭折したために、養子に出して薬丸半介武兼と称していた次男を呼び戻し、嫡子とする。後に改めて三男を兼福の養子に出す。これが薬丸兼慶である。
正徳3年（1713年）10月13日、死去。